# Dorfschule Uichteritz

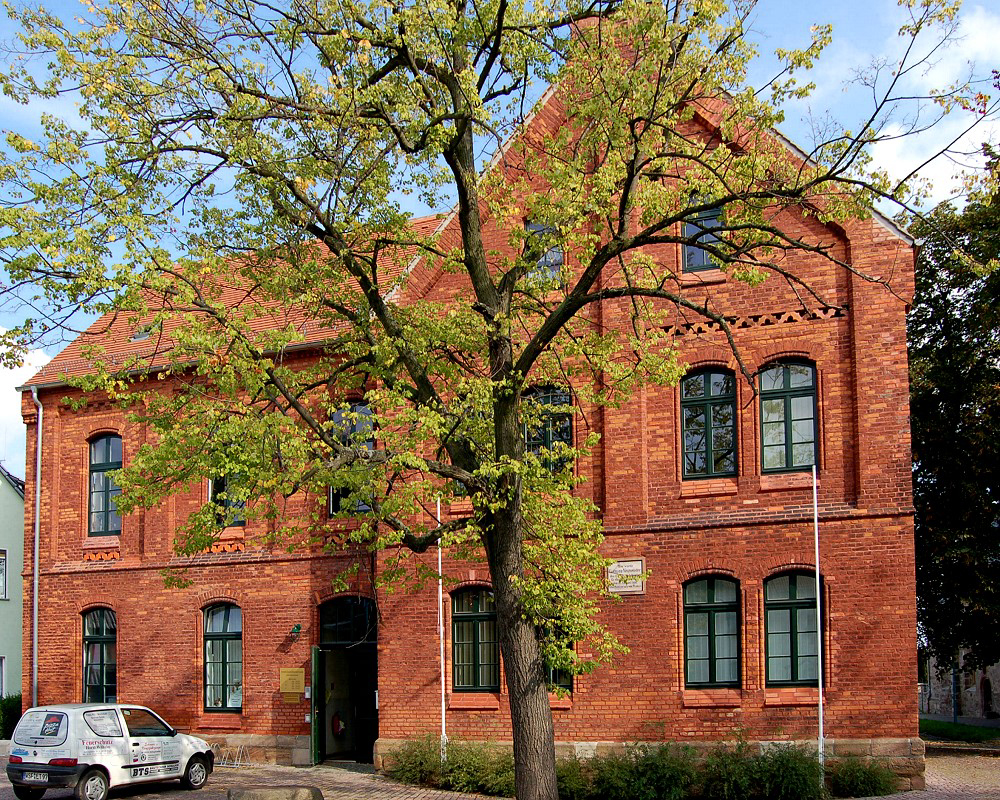
Ehemalige Dorfschule in Uichteritz

Die ehemalige Dorfschule Uichteritz ist ein denkmalgeschütztes Gebäude im Ortsteil Uichteritz der Stadt Weißenfels in Sachsen-Anhalt. Im örtlichen Denkmalverzeichnis ist das Gebäude unter der Erfassungsnummer 094 15297 als Baudenkmal verzeichnet.

## Geschichte
Bei dem Gebäude mit der Anschrift Erdmann-Neumeister-Platz 2 in Uichteritz handelt es sich um das ehemalige Schulgebäude des Ortes. Das heutige Gebäude wurde im 19. Jahrhundert errichtet, anstelle des vorherigen Schulgebäudes. Vom alten Schulgebäude wurde die Hochwassermarke aus dem Jahr 1799 übernommen. Das alte Schulhaus war das Geburtshaus des 1671 geborenen Kirchenliederdichters Erdmann Neumeister. Das Gebäude wurde um zwei Anbauten erweitert und wird heute von der Gemeindeverwaltung und einem Partyservice genutzt.